# 气部
气部（きぶ）は、漢字を部首により分類したグループの一つ。
康熙字典214部首では84番目に置かれる（4画の24番目、辰集の最後）。

## 概要
「气」の字は雲気を意味する。わき上がる蒸気や雲気の形に象るという。偏旁の意符としては気体に関することを示す。

なお、現代中国語では元素のうち常温常圧で気体の元素には「气」を構成要素に持ち气部に属する漢字一字の名前が付けられている（氫、氦、氧など）
气部は上記のような意符を構成要素に持つ漢字を収める。

## 部首の通称
- 日本：きがまえ
- 韓国：기운기밑부（giun gi mit bu、気の气が構えの部）• 기운기엄부 (giun gi eom bu、気の气が構えの部)
- 英米：Radical steam

## 部首字
气
- 広韻 - 去既切、未韻
- 詩韻 - 未韻、去声
- 三十六字母 - 渓母
- 日本語 - 音：キ（漢音）
- 中国語 - ピンイン：qì 注音：ㄑㄧˋ ウェード式：ch'i 4
- 朝鮮語 - 訓音：기운（giun、精気・元気・気配といった力） 기(gi)

甲骨文
金文
大篆
小篆

## 例字
- 气・氣（気）・氛・㲴・氤・氪・㲵・氳・㲶・㲷

### 最大画数
𣱰